# Joaquim Egídio de Sousa Aranha
Joaquim Egídio de Sousa Aranha, primeiro e único barão, visconde, conde e Marquês de Três Rios (Campinas, 19 de março de 1821 — São Paulo, 19 de maio de 1893),  foi um proprietário rural, cafeicultor, banqueiro e político brasileiro.

## Vida pública
Membro do Partido Liberal, o qual chefiou, foi eleito vereador na Câmara Municipal de Campinas, nos triênios iniciados em 1849, 1857, e 1873, presidindo a edilidade nesta última legislatura.
Eleito por diversas vezes deputado provincial por São Paulo, ocupou a presidência da Província de São Paulo por três períodos, de 7 de dezembro de 1878 a 12 de fevereiro de 1879, de 4 de março a 7 de abril de 1881, e de 5 de novembro de 1881 a 7 de janeiro de 1882. 
Foi um dos primeiros acionistas da Companhia Paulista de Vias Férreas e Fluviais, construtora da Estrada de Ferro Jundiaí Campinas. 
Também foi um dos fundadores do Banco Comércio e Indústria de São Paulo.
Foi proprietário urbano e rural, dono da Fazenda Sertão, antiga sesmaria adquirida em 1885, no município de Campinas e também da Fazenda Vista Alegre, Fazenda Pinheiros, e Fazenda Santa Gertrudes em Rio Claro.
O solar do Marquês de Três Rios, na cidade de São Paulo, foi onde recebeu a família imperial. Construído entre os anos de 1850 e 1860, foi adaptado posteriormente como sede da Escola Politécnica da Universidade de São Paulo, em 1894. O prédio foi demolido em 1928, bastante danificado pelos bombardeios durante a Revolução de 1924. Em Campinas, no solar do Largo da Catedral, também foram recebidos, a princesa Isabel, seu marido e os filhos do casal, em 1884. Teve ainda residência em São Paulo, na Rua do Carmo, nº 18, esquina com a Rua Santa Theresa. 
Em 1876, passou a residir em São Paulo. Foi Provedor da Santa Casa de Misericórdia de São Paulo. Fez generosos donativos às instituições de caridade.
Faleceu em 19 de maio de 1893, em São Paulo, de uma hemorragia pulmonar. Foi sepultado no Cemitério do Sacramento. Sua mulher também faleceu na capital e foi sepultada no Cemitério da Ordem Terceira do Carmo de São Paulo, sem filhos.
Deixou uma das maiores fortunas de São Paulo ao seus netos herdeiros.

## Família
Era filho de Francisco Egídio de Sousa Aranha e da viscondessa de Campinas Maria Luzia de Sousa Aranha, proprietários por herança de Joaquim Aranha Barreto de Camargo do Engenho e Fazenda Mato Dentro, antiga sesmaria em Campinas. 
Era irmão gêmeo do tenente-coronel José Egídio de Sousa Aranha, que foi casado em primeiras núpcias com Maria Luísa Pereira de Queirós, e em segundas, com Antonia Flora Pereira de Queirós.
Era também irmão de Ana Teresa de Sousa Aranha, que foi casada com seu primo o barão de Anhumas Manuel Carlos Aranha.
Também foi sua irmã Libânia de Sousa Aranha, que foi casada com seu primo barão de Itapura Joaquim Policarpo Aranha.
Casou-se em primeiras núpcias em 30 de novembro de 1842 com Ana Francisca de Pontes (Campinas, 1822 - Campinas, 16 de agosto de 1875), viúva do capitão Antônio José da Silva, sendo filha de José Pereira de Pontes e Cecília Barbosa de Almeida. Tiveram três filhos:
- Carlos Egídio de Souza Aranha[16] (Campinas, 1843 - Campinas, 18 de outubro de 1885) que se casou com Maria Angela de Moraes Bueno (nascida em 1851), tendo por filhos:
  - Joaquim Egídio de Souza Aranha[1] (Campinas, 1867 - Campinas, 22 de setembro de 1925 ), que se casou com Annalia Ferreira de Camargo, com descendência.
  - Lafayette Egidio de Souza Aranha
  - Carlos de Souza Aranha (nascido em 1868)
  - Cândido Egídio de Souza Aranha (nascido em 1869)
  - Zulmira Adelaide de Souza Aranha (nascida em 1871)

- Brasília Augusta de Sousa Aranha[17] (08 de janeiro de 1846 - 31 de janeiro de 1884), que se casou com João Franco de Andrade, sendo seus filhos:
  - Octaviano Franco de Andrade
  - Alfredo Franco de Andrade
  - Clodomiro Franco de Andrade
  - Maria Franco de Andrade
  - Lauro Franco de Andrade
  - João Franco de Andrade
  - America Franco de Andrade
- Amélia Aureliana de Sousa Aranha[18] (1847 - 03 de setembro de 1863), solteira.

Casou-se em segundas núpcias, em São Paulo, em 19 de fevereiro de 1876, com Maria Hipólita dos Santos Silva (02 de janeiro de 1824 - 19 de outubro de 1894), viúva do barão de São João do Rio Claro Amador Rodrigues de Lacerda Jordão e filha do barão de Itapetininga José Joaquim dos Santos Silva. 

## Armas

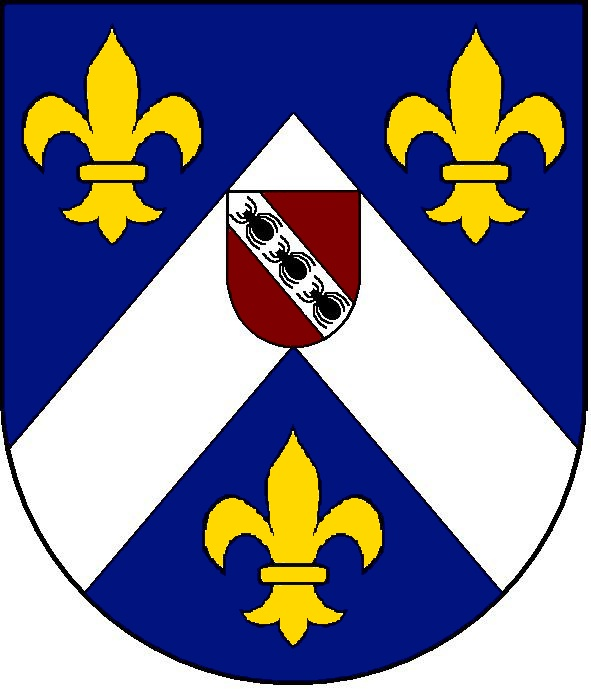
Armas do Marquês de Três Rios, as mesmas da Família Aranha

De azul ultramarino, com asna de vermelho, perfilada de prata, carregada em chefe de um escudete de prata, com uma banda de vermelho, sobrecarregada de três aranhas de negro, a asna acompanhada de três flores-de-lis de ouro. Timbre: uma flor-de-lis do escudo.

## Títulos e Honras
Foi barão, visconde, conde e marquês de Três Rios.
- 10 de agosto de 1872: barão de Três Rios
- 19 de julho de 1879: visconde de Três Rios
- 19 de julho de 1880: conde de Três Rios
- 07 de maio de 1887: marquês de Três Rios

Era grã-cruz da Imperial Ordem de Cristo. Oficial da Ordem da Rosa.
Homenageado em São Paulo, com a Rua Três Rios, região onde ficava seu antigo Solar, e na cidade de Campinas com a Rua Marquês de Três Rios.
Em sua homenagem foi batizado um distrito de Campinas, Joaquim Egídio.

## Leituras adicionais
- ZUQUETE, Afonso Eduardo Martins. Nobreza de Portugal e do Brasil. Editorial Enciclopédia Ltda., Lisboa-Rio de Janeiro, 1961, pág.727
- PUPO, Celso Maria de Mello. Campinas, Município do Império. São Paulo. Editora Impoe, 1983
- PIRES, Mario Jorge: Sobrados e Barões da Velha São Paulo. Editora Manole, 2006, pág.73
- HOMEM, Maria Cecília Naclério. O Palacete Paulistano e outras formas urbanas de morar da elite cafeeira. Editora Martins Fontes, 2010, pág.75
- A Nobreza Brasileira de A a Z.
- AMARAL, Antônio Barreto do. Dicionário de História de São Paulo. Imprensa Oficial. Coleção Paulística, volume XIX. São Paulo, 2006, pág.62
- INSTITUTO CULTURAL SERGIO FADEL. Fazendas do Império. Edições Fadel, 2010, pág.148
- BOTELHO, Cândida Maria de Arruda. Fazendas Paulistas do Ciclo do Café (1756 - 1928). Editora Nova Fronteira, Rio de Janeiro, 1984, pág.55
- MARTINS, Ana Luiza. História do Café. Editora Contexto, 2008.
- Campinas de Antigamente: Personalidades